# David Stampfli
David Stampfli (* 14. Juli 1982 in Bern; heimatberechtigt in Günsberg) ist ein Schweizer Politiker (SP).

## Leben
Aufgewachsen ist Stampfli in Bern. Nach der Matura am Gymnasium Neufeld studierte er Geschichte und Philosophie an der Universität Bern. Ab 2014 arbeitete er als Geschäftsführender Parteisekretär für die SP Kanton Bern und lebt in Bern.

## Politik

### Stadtrat Bern (2012–2017)
Im Stadtrat setzte sich Stampfli als Präsident von Pro Velo Bern (2013–2017) insbesondere für die Anliegen der Velofahrenden ein. Als Präsident von Pro Bremgartenwald wehrte er sich zudem erfolgreich gegen die Überbauung Waldstadt Bremer. Weiter engagierte er sich für den Breitensport oder für einen Gedenkanlass zur Erinnerung an das Ende des Zweiten Weltkriegs.

### Grosser Rat Kanton Bern (seit 2017)
Seit dem 1. Februar 2017 ist Stampfli Mitglied des Grossen Rats des Kantons Bern. Im Grossen Rat machte sich Stampfli bisher stark für den öffentlichen und den langsamen Verkehr, für Umweltanliegen und für den Tierschutz. Er ist Mitglied der Bau-, Energie-, Verkehrs- und Raumplanungskommission (BaK).

### Weiteres Engagement
Neben seinem Grossratsmandat engagiert sich Stampfli im Vorstand des VCS Kanton Bern, im Vorstand des vpod ngo, als Co-Präsident der Stiftung Sinnovativ und als Präsident des Vereins Pro Bremgartenwald.